# Nereis nichollsi
Nereis nichollsi är en ringmaskart som beskrevs av Kott 1951. Nereis nichollsi ingår i släktet Nereis och familjen Nereididae. Inga underarter finns listade i Catalogue of Life.